# HGK Shipping
Die HGK Shipping GmbH ist ein logistisches Dienstleistungsunternehmen mit Sitz in Duisburg-Ruhrort. Sie ist ein Tochterunternehmen der Häfen und Güterverkehr Köln AG (HGK).

## Geschichte

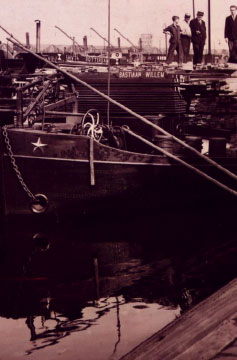
Historisches Foto

Das Unternehmen wurde um 1800 in Ruhrort gegründet und beschäftigte sich anfangs mit Kohletransporten zwischen der Ruhr und den Niederlanden sowie Süddeutschland.
1972 erfolgte die Gründung der eigenständigen Gesellschaft Haniel Reederei GmbH. 1990–1999 kam es zum Erwerb verschiedener Unternehmen der Schubschifffahrt, Tankschifffahrt und Befrachtung. 2000/2003 wurde die Reederei-Gruppe durch die Imperial-Logistics-International-Gruppe in Duisburg übernommen, die ihrerseits dem südafrikanischen Dienstleistungskonzern Imperial Holdings Limited in Edenvale gehört. Am 1. Juni 2003 erfolgte die Umbenennung in Imperial Reederei-Gruppe. Am 8. März 2012 erfolgte die Umbenennung in Imperial Shipping Holding.
Im Mai 2020 verkaufte Imperial Logistics ihre Binnenschiffssparte an die Häfen und Güterverkehr Köln AG (HGK), die sie innerhalb des Geschäftsbereiches HGK Shipping eingliederte.

## Tochtergesellschaften
- Amadeus Gold B.V. (Druten, Niederlande)
- Amadeus Schiffahrts- und Speditions GmbH (Köln, Deutschland)
- Amadeus Silver B.V. (Druten, Niederlande)
- Amadeus Titanium B.V. (Druten, Niederlande)
- BeKa HGK GmbH (Kehl, Deutschland)
- Buss HGK Logistics GmbH & Co. KG (Duisburg, Deutschland)
- Buss HGK Verwaltung GmbH (Duisburg, Deutschland)
- HGK Chemical Logistics GmbH (Köln, Deutschland)
- HGK Dry Bulk Shipping Lux S.à r.l. (Wasserbillig, Luxemburg)
- HGK Dry Shipping GmbH (Köln, Deutschland)
- HGK Gas Shipping GmbH (Köln, Deutschland)
- HGK Liquid Shipping Lux S.à r.l. (Wasserbillig, Luxemburg)
- HGK Logistics Antwerp B.V. (Antwerpen, Belgien)
- HGK Logistics S.à r.l. (Metz, Frankreich)
- HGK Pushbarging Lux S.à r.l. (Wasserbillig, Luxemburg)
- HGK Schiffsbeteiligung B.V. (Druten, Niederlande)
- HGK Shipping Lux S.à r.l. (Wasserbillig, Luxemburg)
- HGK Ship Management Lux S.à r.l. (Wasserbillig, Luxemburg)
- HGK Shipping Rotterdam B.V. (Rotterdam, Niederlande)
- Koninklijke Wijnhoff & Van Gulpen & Larsen B.V. (Druten, Niederlande)
- Niedersächsische Verfrachtungsgesellschaft mbH (Hannover, Deutschland)
- Scheepsexploitatie Maatschappij Arnhem B.V. (Nijmegen, Niederlande)
- Scheepsexploitatie Maatschappij Nijmegen B.V. (Nijmegen, Niederlande)

## Unternehmensdaten
Die HGK Shipping mit Sitz in Duisburg-Ruhrort ist die größte Binnenschifffahrtsgesellschaft in Europa. Mit einem Flottenbestand von über 300 eigenen und gecharterten Schiffen befördert das Unternehmen pro Jahr rund 40 Mio. Tonnen Fracht. Mit den Operationsschwerpunkten auf dem Rhein und seinen Nebenflüssen sowie dem angeschlossenen Kanalsystem verbindet die HGK Shipping die wichtigsten Industrieregionen in den BENELUX-Ländern, Frankreich und Deutschland. Als Teil der HGK-Gruppe ist die HGK Shipping der führende Partner für die Industrie in den Bereichen Dry Shipping, Gas Shipping, Liquid Chemicals Shipping und Ship Management. In den letzten Jahren hat die HGK Shipping mit zahlreichen Innovationen die Entwicklung der Branche für eine nachhaltige und wirtschaftliche Binnenschifffahrt vorangetrieben und zahlreiche innovative Schiffsneubauten auf den Weg gebracht. Im Juni 2024 wurde die „Helios“, ein modernes Solar-Trockengüterschiff getauft, welches für ADM, einen weltweit führenden Nahrungsmittel- und Agrarkonzern fährt. Das Design umfasst neben den HGK-Shipping-Standards der Niedrigwasseroptimierung sowie einem diesel-elektrischen Antrieb bei inbegriffener „Future-Fuel-Ready“- Tauglichkeit die Installation von Solarpaneelen. Dieses zur Nutzung von Sonnenenergie verbaute Modul, das es in dieser Größe weltweit bisher auf keinem Binnenschiff gibt, senkt den Ausstoß des emissionsmindernd konzipierten Schiffs deutlich. Die „Helios“ wurde am 6. September 2024 für ihre Solarpaneele mit dem Guinness-Weltrekord ausgezeichnet.

## Transportgüter
- Befrachtung: u. a. Eisen, Metall, Stahl, Schwergüter, Mineralien, Holzprodukte, Baustoffe, Aluminium, Futtermittel, Düngemittel
- Trockenschifffahrt: u. a. Eisen, Kohle, Aluminiumoxid, Schüttgüter
- Tankschifffahrt: u. a. Säuren, Laugen, Calciumcarbonate, organische Produkte, Mineralölprodukte, weitere Chemikalien
- Küstenmotorschifffahrt: u. a. Holz, Kohle, Stahl, Aluminium
- Gastankschifffahrt: u. a. Propylene, Raffinate I und II, Crude C4, Propan, Butan